# Museum Höfli

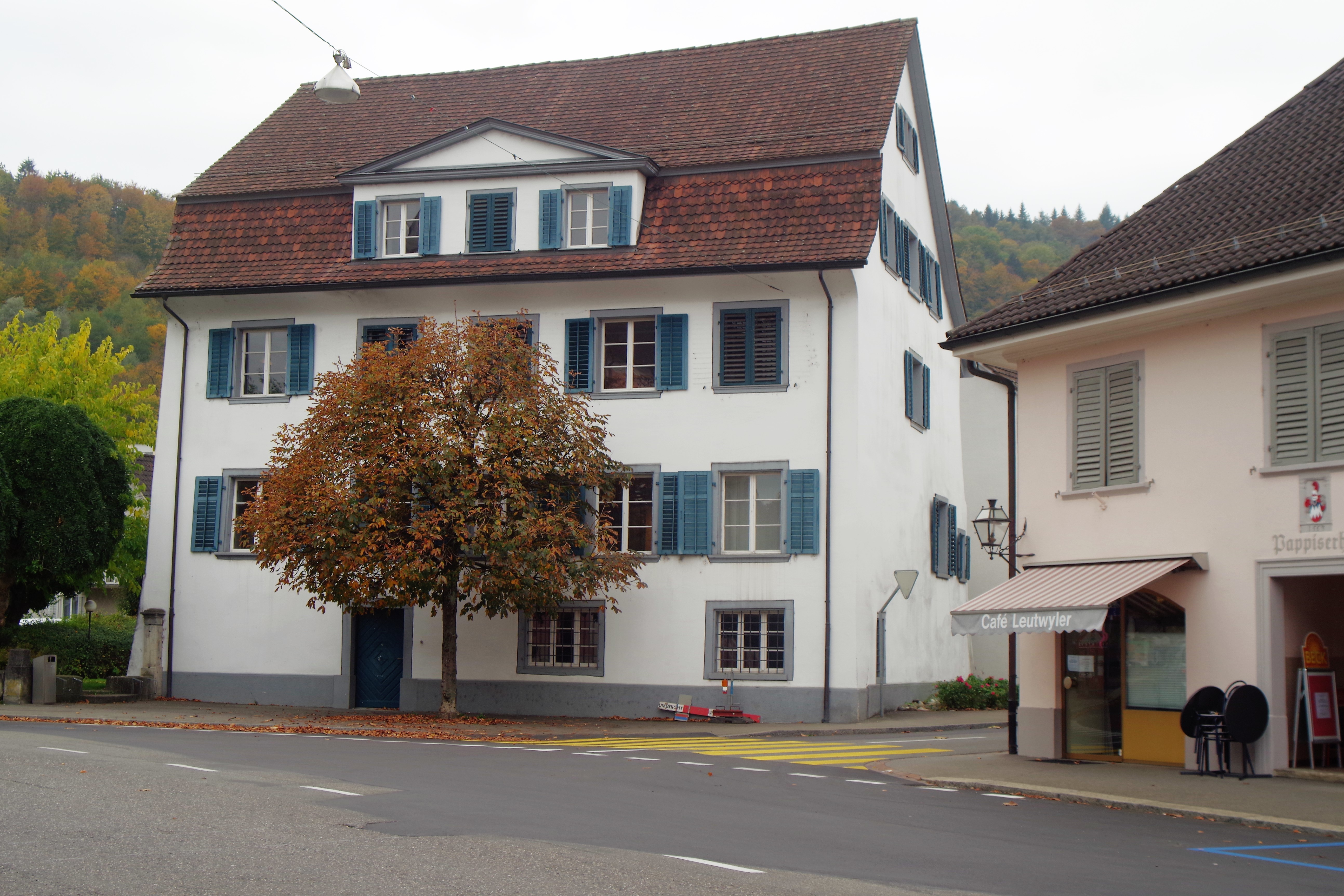
Das Museum Höfli in Bad Zurzach

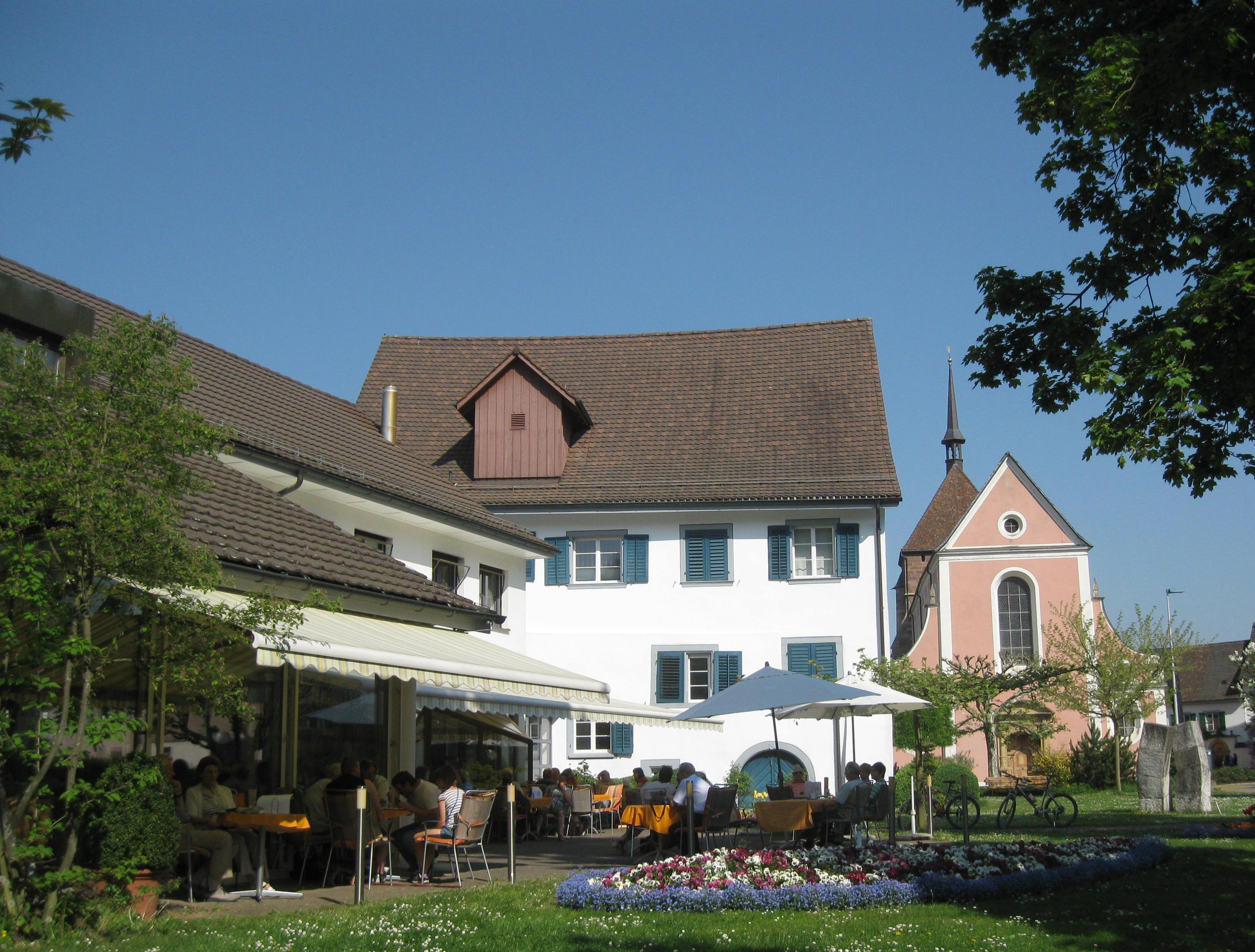
Rückseite mit Terrasse

Das Museum Höfli, auch Bezirksmuseum «Höfli» Bad Zurzach, ist ein Museum in Bad Zurzach im Kanton Aargau.
Das Museum befindet sich in einem ehemaligen Chorherrenhaus, dem St. Fulgentiushof bzw. Höfli, in der Nachbarschaft des Verenamünsters. Es wird geleitet und betreut von der Historischen Vereinigung des Bezirks Bad Zurzach. 

## Ausstellung
Ausgestellt sind vor allem Funde der Region. Im Eingangsbereich befindet sich ein Abguss einer römischen Grabplatte aus Rheinheim, ein Mammutschädel mit einem kompletten Stosszahn aus den Kiesgruben bei Mellikon, versteinerte Seeigel aus dem Jura der Holderbank-Schichten und weitere Fossilien.
Im ersten Geschoss befinden sich Schaukästen mit Objekten zum Wallfahrtsort und der Früh- und Ortsgeschichte, im zweiten Geschoss eine Ausstellung zum Handel und Handwerk der Vergangenheit, Themen sind die Zurzacher Messe, die Salzgewinnung und die Entdeckung der Thermalquellen. Im dritten Geschoss befinden sich Modelldarstellungen und Funde aus römischer und nachrömischer Zeit, aus dem römischen Militärlager Zurzach und dem Doppelkastell Kirchlibuck-Sidelen, darunter zwei Glasschalen und ein Pfeiler der mittelalterlichen Holzbrücke. Im Dachgeschoss sind Handwerksgeräte und Objekte aus der Landwirtschaft zu sehen.

## Bilder

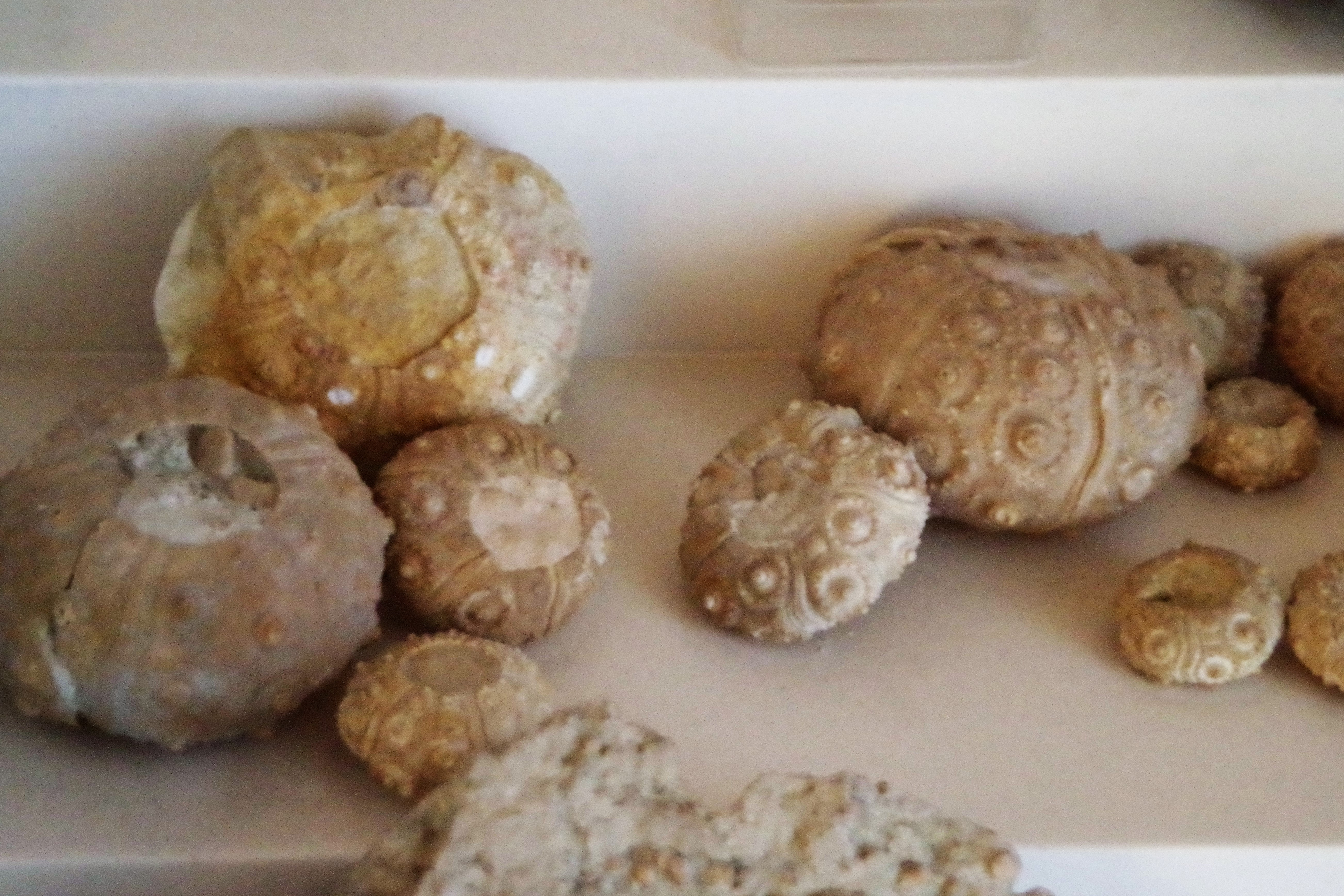
Seeigel (Paracidaris Florigemma) aus dem oberen Jura der Holderbank-Schichten
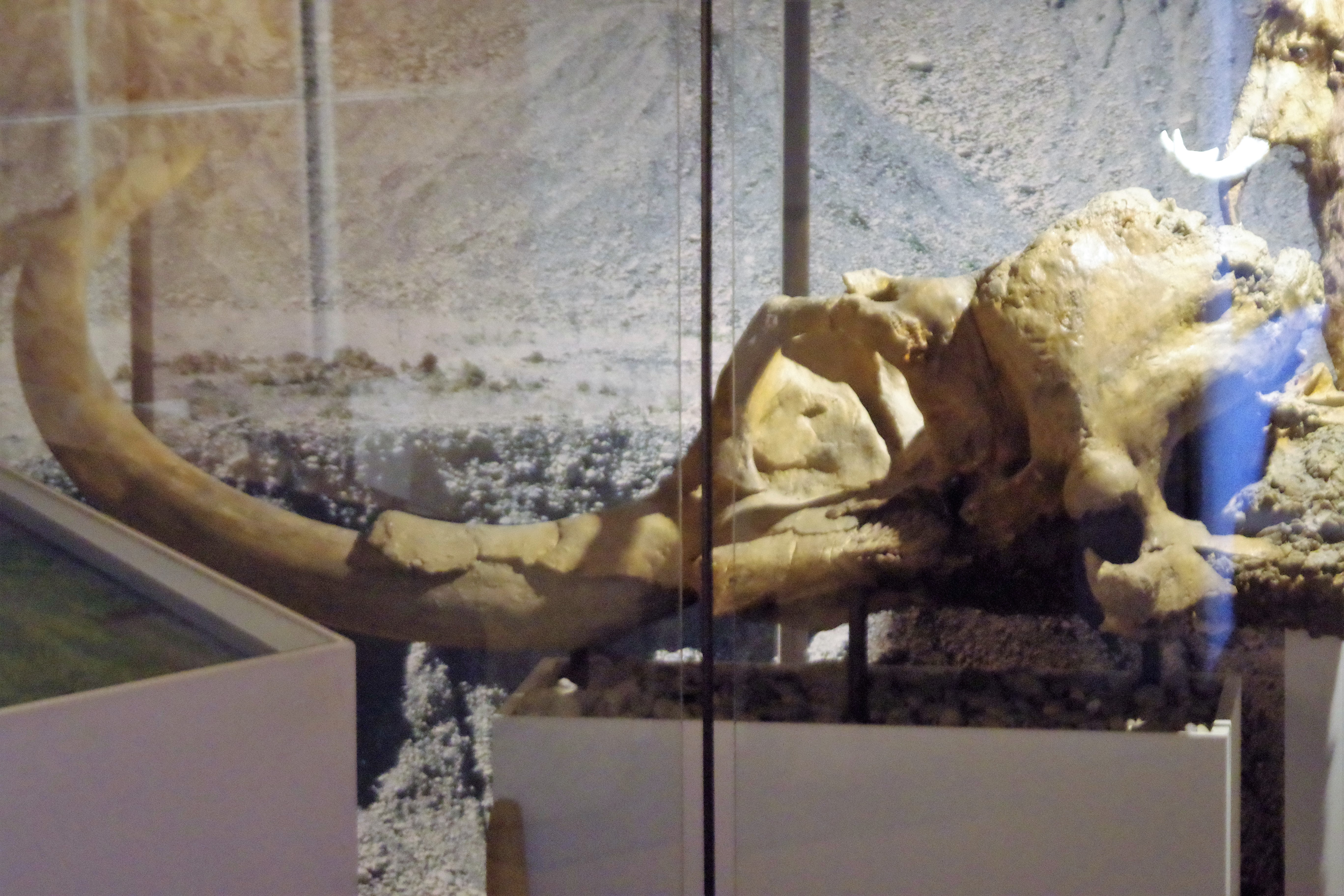
Mammutschädel (Jungtier) mit einem Stosszahn, Fundort Kiesgrube Mellikon
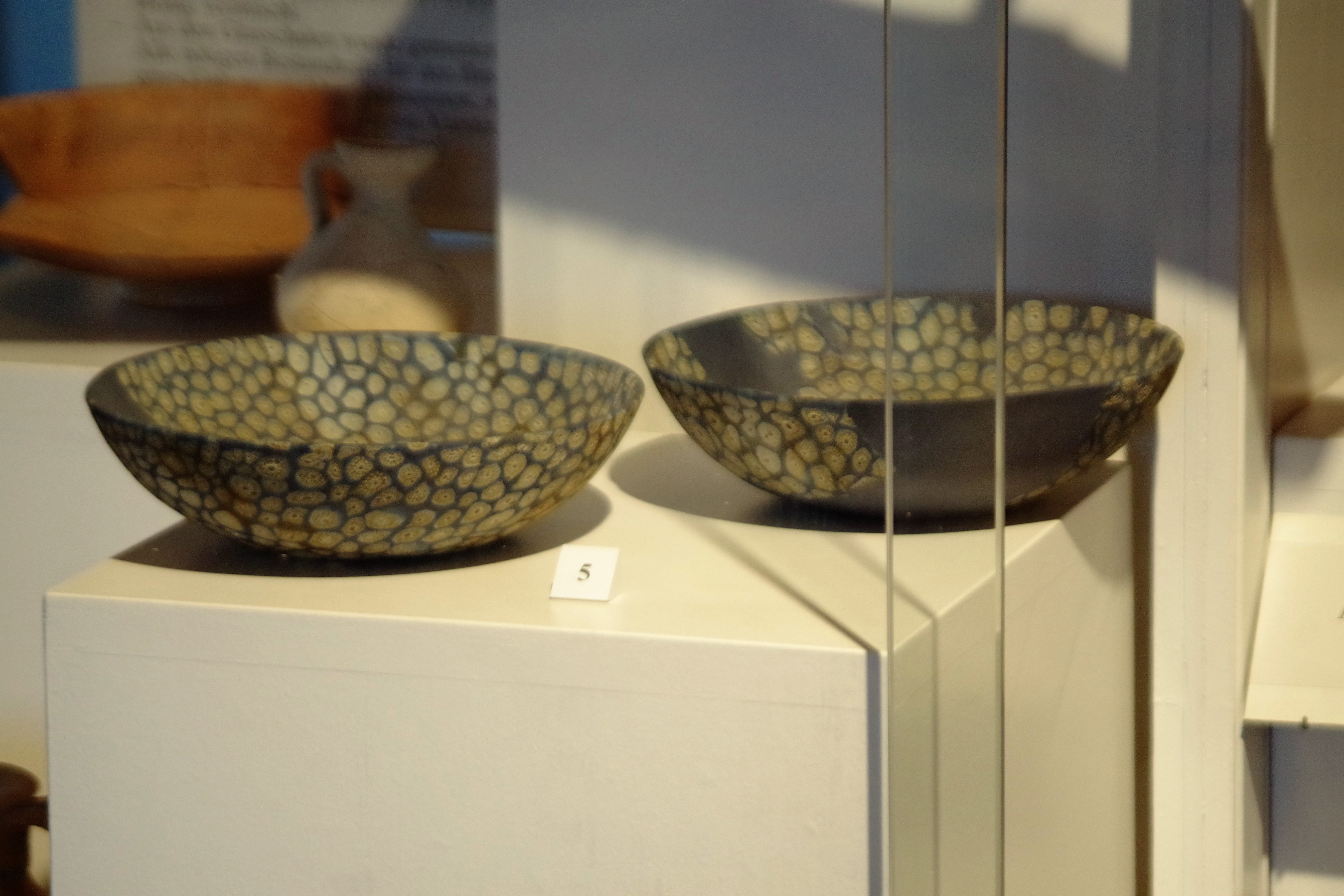
Römische Glasschalen, Millefioriglas